# Camber (hoek)

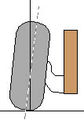
Negatieve camber

Camber of wielvlucht is de afwijkende stand van de wielen van een voertuig ten opzichte van de verticale lijn door het wiel.

## Auto's
Bij auto's kent men positieve en negatieve camber.
- Positieve camber: de bovenkant van de wielen staat verder naar buiten dan de onderkant: dit is meestal nodig bij assen die beladen gaan worden (vrachtwagens en aanhangers). Door spelingen en doorbuiging zakt de as in het midden iets in, waardoor de wielen slechts met de binnenkant van de banden de weg zouden raken. Door de toepassing van positieve vlucht wordt dit voorkomen: de belading corrigeert deze opzettelijke "fout" en de banden raken de weg over het gehele loopvlak.
- Negatieve camber: de bovenkant van de wielen staat verder naar binnen dan de onderkant: dit gebeurt in het algemeen bij aangedreven wielen, die door de aandrijfkrachten gecorrigeerd worden.
  - Indien de aangedreven wielen tevens de zwaarst beladen wielen zijn, zoals bij een vrachtauto, wordt een "gulden middenweg" gezocht.

Het corrigeren van een ongewenste of overmatige wielvlucht kan worden bereikt door verschillende ophangingsonderdelen te vervangen en te verstellen. Ook kan er gekozen worden voor de installatie van zogenoemde camberbouten. Dit type bout heeft een excentrieke nok die de fusee van de schokdemper afduwt of dichterbij haalt. De wielvlucht verandert onder invloed van deze afstelling. Auto's die verlaagd zijn krijgen vaak een overmatig negatieve wielvlucht. De manier waarop de auto verlaagd is, bepaalt op welke manier dit kan worden gecorrigeerd. In de autotuning- en styling-industrie is het veel voorkomend dat men kiest voor overmatig negatieve wielvlucht om de installatie van grotere velgen en banden mogelijk te maken, en de stuureigenschappen van de auto te beïnvloeden.

## Motorfietsen
Bij motorfietsen kent men twee soorten vlucht:
- Vlucht bij solo-motorfietsen is de sprong, de stand van de vooras ten opzichte van het balhoofd
- Vlucht bij zijspancombinaties: De motorfiets wordt iets hellend naar de buitenkant aan het zijspan gemonteerd. Daardoor wil de motor een bocht maken (als het zijspan aan de rechterkant zit: naar links). Dit corrigeert het naar rechts trekken van de combinatie door het niet aangedreven zijspan.